# Protapanteles belippae
Protapanteles belippae är en stekelart som först beskrevs av Sievert Allen Rohwer 1919.  Protapanteles belippae ingår i släktet Protapanteles och familjen bracksteklar. Inga underarter finns listade i Catalogue of Life.